# Саботьер

Французские деревянные башмаки — сабо

Саботье́р, саботьера (фр. sabotière) — французский народный танец, исполняемый в деревянных башмаках — сабо (фр. sabots). Так как неуклюжая тяжёлая обувь не даёт возможности делать быстрые телодвижения, то немаловажную роль в нём играют ритмические фигуры, производимые ударами сабо: принцип тот же, что и в американской и английской джиге. Описание танца встречается в романе Фёдора Достоевского «Братья Карамазовы»:

Максимов <…> подбежал и объявил, что сейчас «под один мотивчик» хочет протанцовать танец саботьеру.

— Меня ведь маленького всем этим благовоспитанным светским танцам обучали-с…
<…> Максимов действительно свой танец протанцовал, но кроме Мити почти ни в ком не произвёл особенного восхищения. Весь танец состоял в каких-то подпрыгиваниях с вывёртыванием в стороны ног, подошвами кверху, и с каждым прыжком Максимов ударял ладонью по подошве.

Танец саботьер был использован в ряде балетов и опер — в частности, в качестве вставного танцевального номера в опере Жан-Жака Руссо «Деревенский колдун» (дописанного Ф. Лефевром при возобновлении оперы в 1803 году) и в опере Цезаря Кюи «Флибустьер» (1894, парижская Опера-Комик), а также в балете Шарля Мари Видора «Корригана» (1880, Гранд-Опера), который, по мнению Рене Дюмениля, в значительной мере был обязан именно этому номеру своим успехом. Инструментальные версии танца оставили такие композиторы, как Луи Ганн, Уильям Мейсон, Родольф Лавелло, Рене Рабе, Фернан Коро, Мариус Карман, Анри Ваше и др.